# Roy Lynes
Roy Alan Lynes (* 25. října 1943, Redhill, Surrey, Spojené království) byl klávesista a příležitostný zpěvák skupiny Status Quo (původně The Spectres potom Traffic Jam), ke kapele se připojil v letech 1964/1965, dva roky po jejím založení.